# Jeffrey Beecroft
Pour les articles homonymes, voir Beecroft.
Jeffrey Beecroft, né le 1er avril 1956 à Sacramento, est un chef décorateur américain. Il a été nommé à l'Oscar de la meilleure direction artistique pour Danse avec les loups en 1991.

## Filmographie

### Chef décorateur
- 1985-1986 : Equalizer (série TV, 10 épisodes)
- 1990 : Danse avec les loups, de Kevin Costner
- 1992 : Bodyguard, de Mick Jackson
- 1994 : Pontiac Moon (en), de Peter Medak
- 1995 : L'Armée des douze singes, de Terry Gilliam
- 1996 : Petits meurtres entre nous, de Jim Wilson
- 1997 : The Game, de David Fincher
- 1999 : Une bouteille à la mer, de Luis Mandoki
- 2007 : Mr. Brooks, de Bruce A. Evans
- 2013 : No Pain No Gain, de Michael Bay
- 2014 : Transformers : L'Âge de l'extinction, de Michael Bay
- 2016 : 13 Hours (13 Hours: The Secret Soldiers of Benghazi), de Michael Bay
- 2017 : Transformers: The Last Knight, de Michael Bay
- 2018 : Sans un bruit (A Quiet Place) de John Krasinski
- 2019 : Six Underground de Michael Bay